# Marco Bizot
Marco Bizot (* 10. března 1991 Hoorn) je nizozemský profesionální fotbalový brankář, který chytá za francouzský klub Stade Brestois a za nizozemský národní tým.

## Klubová kariéra
Bizot prošel proslavenou mládežnickou akademií AFC Ajax, odkud později přešel do rezervního týmu Jong Ajax. Kvůli pravidelnému zápasovému vytížení byl pro sezónu 2011/12 zapůjčen na hostování do druholigového klubu SC Cambuur.
V červnu 2012 se dohodl na přestupu s FC Groningen.

## Reprezentační kariéra
V červnu 2013 byl nominován na Mistrovství Evropy hráčů do 21 let konané v Izraeli, kde mladí Nizozemci postoupili do semifinále, v němž vypadli s Itálií po porážce 0:1. Na turnaji plnil roli rezervního brankáře za Jeroenem Zoetem, odchytal pouze poslední zápas skupiny proti Španělsku, kdy už mělo Nizozemsko jistý postup do semifinále. V utkání inkasoval tři góly a Nizozemci prohráli 0:3.